# 奇斯托奇納 (阿拉斯加州)
奇斯托奇納（英語：Chistochina）是位於美國阿拉斯加州瓦爾迪茲-科爾多瓦人口普查區的一個人口普查指定地區。根據2010年美國人口普查，該地共人口93人，而該地的面積約為932.00平方千米。

## 地理
奇斯托奇納的座標為62°34′40″N 144°40′11″W / 62.57778°N 144.66972°W，而該地的平均海拔高度為568米（即1864英尺）。